# Pereiro de Aguiar
O Pereiro de Aguiar (O Pereiro de Aguiar em galego; Pereiro de Aguiar em espanhol) é um município da Espanha na província de Ourense, comunidade autónoma da Galiza. Tem 61,04 km² de área e em 2021 tinha 6 470 habitantes (densidade: 106 hab./km²).

## Demografia
| Variação demográfica do município entre 1991 e 2004 | Variação demográfica do município entre 1991 e 2004 | Variação demográfica do município entre 1991 e 2004 | Variação demográfica do município entre 1991 e 2004 |
| --------------------------------------------------- | --------------------------------------------------- | --------------------------------------------------- | --------------------------------------------------- |
| 1991                                                | 1996                                                | 2001                                                | 2004                                                |
| 4711                                                | 4718                                                | 5292                                                | 5391                                                |